# 23 August (Constanța)
23 August is een Roemeense gemeente in het district Constanța.
23 August telt 5327 inwoners.